# 한국만화가협회
한국만화가협회는 만화예술문화 발전과 창달 및 만화동인과 친목도모, 만화가 권익 향상을 목적으로 1969년 2월 18일 설립된 대한민국 문화체육관광부 소관의 사단법인이다. 사무실은 서울특별시 마포구에 있다.

## 주요 사업
- 만화창작 활동 및 만화의 학술적 연구
- 만화윤리에 관한사항
- 회원의 지위향상 및 권익신장에 관한 사항